# 下劳特巴克
下劳特巴克（法語：Niederlauterbach，发音：[nidəʁ.lautəʁbak] 或 [nidəʁ.lautəʁbax]），或纯音译作尼德劳特巴克，是法国下莱茵省的一个市镇，属于阿格诺-维桑堡区（Haguenau-Wissembourg）和维桑堡县（Wissembourg）。该市镇总面积11.22平方公里，2009年时的人口为956人。

## 地名
该地名Niederlauterbach来源于德语，前缀“Nieder-”在德语中意为“下”，且该地临近上劳特巴克（Oberlauterbach，前缀“Ober-”在德语中意为“上”；此地或纯音译作“奥伯劳特巴克”）。

## 人口
下劳特巴克人口变化图示